# 65. Berlini Nemzetközi Filmfesztivál
Az 65. Berlini Nemzetközi Filmfesztivál 2015. február 5. és 15. között került megrendezésre, a nyitófilm Isabel Coixettől Nadie quiere la noche, míg a zárófilm Jafar Panahitól a Taxi Teherán volt. Utóbbi film nyerte az Arany Medve díjat is. A fesztivál zsűrielnöke Darren Aronofsky amerikai filmkészítő és producer volt.
2015-ben rendezték meg először a Berlini Kritikusok Hetét, párhuzamosan a fesztivállal. A cannes-i Kritikusok Hetéhez hasonlóan ez egy független filmeseknek szentelt szekció, amit a Német Filmkritikusok Szövetsége működtet.

## Zsűri
Az alábbi emberek voltak a fesztivál zsűrijének tagjai:

### Filmek
- Darren Aronofsky, amerikai filmkészítő és producer - Zsűrielnök
- Daniel Brühl, német színész
- Pong Dzsunho, dél-koreai rendező és forgatókönyvíró
- Martha De Laurentiis, amerikai filmproducer
- Claudia Llosa, perui filmrendező, forgatókönyvíró és producer
- Audrey Tautou, francia színésznő
- Matthew Weiner, amerikai rendező, forgatókönyvíró és producer

### Elsőfilmes produkciók
- Fernando Eimbcke, mexikói filmrendező és forgatókönyvíró[11]
- Olha Kosztyantinyivna Kurilenko, ukrajnai színésznő
- Joshua Oppenheimer, amerikai filmrendező

### Rövidfilmek
- Halil Altındere, török művész[12]
- Madhusree Dutta, indiai rendező, kurátor és művész
- Wahyuni A. Hadi, szingapúri szerző és kurátor

## Versenyben lévő filmek
Az alábbi filmek voltak versenyben az Arany Medve- és az Ezüst Medve-díjakért:
| Magyar cím                   | Eredeti cím                    | Rendező                    | Ország                                            |
| ---------------------------- | ------------------------------ | -------------------------- | ------------------------------------------------- |
| 45 év                        | 45 Years                       | Andrew Haigh               | Egyesült Királyság                                |
| Aferim!                      | Aferim!                        | Radu Jude                  | Románia, Bulgária, Csehország                     |
| Ahogy megálmodtuk            | Als wir träumten               | Andreas Dresen             | Németország, Franciaország                        |
| Cha và con và                | Cha và con và                  | Dang Di Phan               | Vietnám                                           |
| Test                         | Ciało                          | Małgorzata Szumowska       | Lengyelország                                     |
| Tokió felett az ég           | 天の茶助                       | Sabu                       | Japán                                             |
| Egy szobalány naplója        | Journal d'une femme de chambre | Benoît Jacquot             | Belgium, Franciaország                            |
| Eisenstein Mexikóban         | Eisenstein in Guanajuato       | Peter Greenaway            | Hollandia, Mexikó, Belgium, Finnország            |
| Golyózápor Sanghajban        | 一步之遥                       | Jiang Wen                  | Kína                                              |
| Ixcanul                      | Ixcanul                        | Jayro Bustamante           | Guatemala, Franciaország                          |
| Kupák lovagja                | Knight of Cups                 | Terrence Malick            | Amerikai Egyesült Államok                         |
| Nadie quiere la noche        | Nadie quiere la noche          | Isabel Coixet              | Spanyolország, Franciaország, Bulgária            |
| Queen of the Desert          | Queen of the Desert            | Werner Herzog              | Amerikai Egyesült Államok, Marokkó                |
| Vergine giurata              | Vergine giurata                | Laura Bispuri              | Olaszország, Svájc, Németország, Albánia, Koszovó |
| Taxi Teherán                 | تاکسی                          | Jafar Panahi               | Irán                                              |
| A klub                       | El Club                        | Pablo Larraín              | Chile                                             |
| A gyöngyház gomb             | El botón de nácar              | Patricio Guzmán            | Franciaország, Chile, Spanyolország               |
| Pod elektricheskimi oblakami | Под электрическими облаками    | Aleksei Alekseivich German | Ororszország, Ukrajna, Lengyelország              |
| Victoria                     | Victoria                       | Sebastian Schipper         | Németország                                       |

### Versenyen kívül
A fesztiválon az alábbi filmeket vetítették versenyen kívül:
| Magyar cím               | Eredeti cím              | Rendező             | Ország                                                   |
| ------------------------ | ------------------------ | ------------------- | -------------------------------------------------------- |
| Elser                    | Elser                    | Oliver Hirschbiegel | Németország                                              |
| Hamupipőke               | Cinderella               | Kenneth Branagh     | Amerikai Egyesült Államok                                |
| Every Thing Will Be Fine | Every Thing Will Be Fine | Wim Wenders         | Németország, Kanada, Franciaország, Svédország, Norvégia |
| Mr. Holmes               | Mr. Holmes               | Bill Condon         | Egyesült Királyság, Amerikai Egyesült Államok            |

### Panorama
Az alábbi filmeket vetítették a fesztivál Panorama szekciójában:
| Magyar cím                            | Eredeti cím                                     | Rendező                | Ország                                              |
| ------------------------------------- | ----------------------------------------------- | ---------------------- | --------------------------------------------------- |
| 54 (rendezői változat)                | 54 (rendezői változat)                          | Mark Christopher       | Amerikai Egyesült Államok                           |
| 600 Millas                            | 600 Millas                                      | Gabriel Ripstein       | Mexikó                                              |
| Ausência                              | Ausência                                        | Chico Teixeira         | Brazília, Chile, Franciaország                      |
| Angelica                              | Angelica                                        | Mitchell Lichtenstein  | Amerikai Egyesült Államok                           |
| Bizarre                               | Bizarre                                         | Étienne Faure          | Franciaország, Amerikai Egyesült Államok            |
| Sangue azul                           | Sangue azul                                     | Lírio Ferreira         | Brazília                                            |
| Onthakan                              | Onthakan                                        | Anucha Boonyawatana    | Thaiföld                                            |
| Mariposa                              | Mariposa                                        | Marco Berger           | Argentína                                           |
| Chorus                                | Chorus                                          | François Delisle       | Kanada                                              |
| Szüleim szexuális neurózisai          | Dora oder Die sexuellen Neurosen unserer Eltern | Stina Werenfels        | Svájc, Németország                                  |
| Dyke Hard                             | Dyke Hard                                       | Bitte Andersson        | Svédország                                          |
| El incendio                           | El incendio                                     | Juan Schnitman         | Argentína                                           |
| Hogyan játsszuk ki az ellenfelünket?  | How to Win at Checkers (Every Time)             | Josh Kim               | Thaiföld, Amerikai Egyesült Államok, Indonézia      |
| I Am Michael                          | I Am Michael                                    | Justin Kelly           | Amerikai Egyesült Államok                           |
| Der letzte Sommer der Reichen         | Der letzte Sommer der Reichen                   | Peter Kern             | Ausztria                                            |
| Al-hob wa al-sariqa wa mashakel ukhra | الحب والسرقة ومشاكل أخرى                        | Muayad Alayan          | Palesztina                                          |
| Paridan az ertefa kam                 | پریدن از ارتفاع کم                              | Hamed Rajabi           | Irán, Franciaország                                 |
| Meurtre à Pacot                       | Meurtre à Pacot                                 | Raoul Peck             | Franciaország, Haiti, Norvégia                      |
| Nasty Baby                            | Nasty Baby                                      | Sebastián Silva        | Amerikai Egyesült Államok                           |
| Necktie Youth                         | Necktie Youth                                   | Sibs Shongwe-La Mer    | Dél-Afrika                                          |
| Ned Rifle                             | Ned Rifle                                       | Hal Hartley            | Amerikai Egyesült Államok                           |
| Gukjesijang                           | 국제시장                                        | Yoon Je-kyoon          | Dél-Korea                                           |
| Out of My Hand                        | Out of My Hand                                  | Takeshi Fukunaga       | Amerikai Egyesült Államok                           |
| Magam ura                             | Mot naturen                                     | Ole Giæver, Marte Vold | Norvégia                                            |
| Jun zhong le yuan                     | 軍中樂園                                        | Doze Niu               | Tajvan                                              |
| Petting Zoo                           | Petting Zoo                                     | Micah Magee            | Németország, Görögország, Amerikai Egyesült Államok |
| Pionery-geroi                         | Pionery-geroi                                   | Natalia Kudryashova    | Oroszország                                         |
| Al bahr min ouaraikoum                | البحر من ورائكم                                 | Hisham Lasri           | Marokkó                                             |
| A második anya                        | Que Horas Ela Volta?                            | Anna Muylaert          | Brazília                                            |
| Öt fejezet                            | Stories of Our Lives                            | Jim Chuchu             | Kenya                                               |
| Szerelmem, Sangaile                   | Sangailė                                        | Alantė Kavaitė         | Litvánia, Franciaország, Hollandia                  |
| Zui sheng meng si                     | 醉·生夢死                                       | Chang Tso-Chi          | Tajvan                                              |
| Härte                                 | Härte                                           | Rosa von Praunheim     | Németország                                         |
| Miért én?                             | De ce eu?                                       | Tudor Giurgiu          | Románia, Bulgária, Magyarország                     |

### Berlinale Special
Az alábbi filmeket vetítették a fesztivál Berlinale Special szekciójában:
| Magyar cím                   | Eredeti cím          | Rendező                                       | Ország                                                     |
| ---------------------------- | -------------------- | --------------------------------------------- | ---------------------------------------------------------- |
| Ki van itt?                  | Are You Here         | Matthew Weiner                                | Amerikai Egyesült Államok                                  |
| A vérvonal árnyai            | Bloodline            | Todd A. Kessler, Daniel Zelman, Glenn Kessler | Amerikai Egyesült Államok                                  |
| Breathe Umphefumlo           | Breathe Umphefumlo   | Mark Dornford-May                             | Dél-Afrik                                                  |
| A szürke ötven árnyalata     | Fifty Shades of Grey | Sam Taylor-Johnson                            | Amerikai Egyesült Államok                                  |
| Kinő majd a fű a harcmezőkön | Torneranno i prati   | Ermanno Olmi                                  | Olaszország                                                |
| Life                         | Life                 | Anton Corbijn                                 | Egyesült Királyság, Kanada                                 |
| A csend képe                 | The Look of Silence  | Joshua Oppenheimer                            | Dánia, Norvégia, Finnország, Egyesült Királyság, Indonézia |
| Szeretet és köszönet         | Love and Mercy       | Bill Pohlad                                   | Amerikai Egyesült Államok                                  |
| Elcserélt világ              | Die abhandene Welt   | Margarethe von Trotta                         | Németország                                                |
| Selma                        | Selma                | Ava DuVernay                                  | Egyesült Királyság, Amerikai Egyesült Államok              |
| The Seventh Fire             | The Seventh Fire     | Jack Pettibone Riccobono                      | Amerikai Egyesült Államok                                  |
| Fúsi                         | Fúsi                 | Dagur Kári                                    | Izland, Dánia                                              |
| Hölgy aranyban               | Woman in Gold        | Simon Curtis                                  | Egyesült Királyság, Amerikai Egyesült Államok              |

### Berlinale Classics
Az alábbi filmeket vetítették a fesztivál Berlinale Classics szekciójában:
| Magyar cím                      | Eredeti cím                     | Rendező            | Ország                    |
| ------------------------------- | ------------------------------- | ------------------ | ------------------------- |
| Jahrgang 45 (1966)              | Jahrgang 45 (1966)              | Jürgen Böttcher    | Kelet-Németország         |
| Neun Leben hat die Katze (1968) | Neun Leben hat die Katze (1968) | Ula Stöckl         | Nyugat-Németország        |
| Goldfinger (1964)               | Goldfinger (1964)               | Guy Hamilton       | Egyesült Királyság        |
| Hidegvérrel (1967)              | In Cold Blood                   | Richard Brooks     | Amerikai Egyesült Államok |
| Varieté (1925)                  | Varieté (1925)                  | Ewald André Dupont | Németország               |

### Berlinale Series
2015-ben indítottak a fesztiválon egy külön szekciót a hosszú formátumú televíziós sorozatoknak. Itt volt a Better Call Saul világpremierje is.

## Győztesek
- Arany Medve: Taxi Teherán (Jafar Panahi)
- Zsűri Nagydíja: A klub (Pablo Larraín)
- Alfred Bauer-díj: Ixcanul (Jayro Bustamante)
- Ezüst Medve díj a legjobb rendezőnek:
  - Radu Jude (Aferim!)
  - Małgorzata Szumowska (Test)
- Ezüst Medve díj a legjobb színésznőnek: Charlotte Rampling (45 év)
- Ezüst Medve díj a legjobb színésznek: Tom Courtenay (45 év)
- Ezüst Medve díj a legjobb forgatókönyvnek: Patricio Guzmán (A gyöngyház gomb)
- Ezüst Medve díj a kiemelkedő művészi teljesítményért (operatőr):
  - Sturla Brandth Grøvlen (Victoria)
  - Sergey Mikhalchuk, Evgeniy Privin (Pod elektricheskimi oblakami)
- Teddy-díj a legjobb elsőfilmesnek
  - 600 Millas (Gabriel Ripstein)[22]
- Panorama Publikumspreis, a Közönség-díj
  - 1. hely: A második anya (Anna Muylaert)[23]
  - 2. hely: Öt fejezet (Jim Chuchu)
  - 3. hely: Härte (Rosa von Praunheim)
- Generációs díj
  - Dhanak (Nagesh Kukunoor)[24][25]
- Teddy-díj
  - Nasty Baby (Sebastián Silva)[26]
- FIPRESCI-díj
  - Versenyben lévő filmek: Taxi Teherán (Jafar Panahi)[27]
  - Panorama: Paridan az ertefa kam (Hamed Rajabi)

## Fordítás
- Ez a szócikk részben vagy egészben  a(z)   65th Berlin International Film Festival című angol Wikipédia-szócikk fordításán alapul.  Az eredeti cikk szerkesztőit annak laptörténete sorolja fel. Ez a jelzés csupán a megfogalmazás eredetét és a szerzői jogokat jelzi, nem szolgál a cikkben szereplő információk forrásmegjelöléseként.